# Soissons
Soissons este un oraș în Franța, sub-prefectură a departamentului Aisne în regiunea Picardia, pe râul Aisne, la aproximativ 90 km nord-est de Paris. Este unul dintre cele mai vechi orașe din Franța, și e probabil capitala tribului gal al suessionilor. Orașul este înfrățit cu orașul Câmpulung din România.

## Istorie

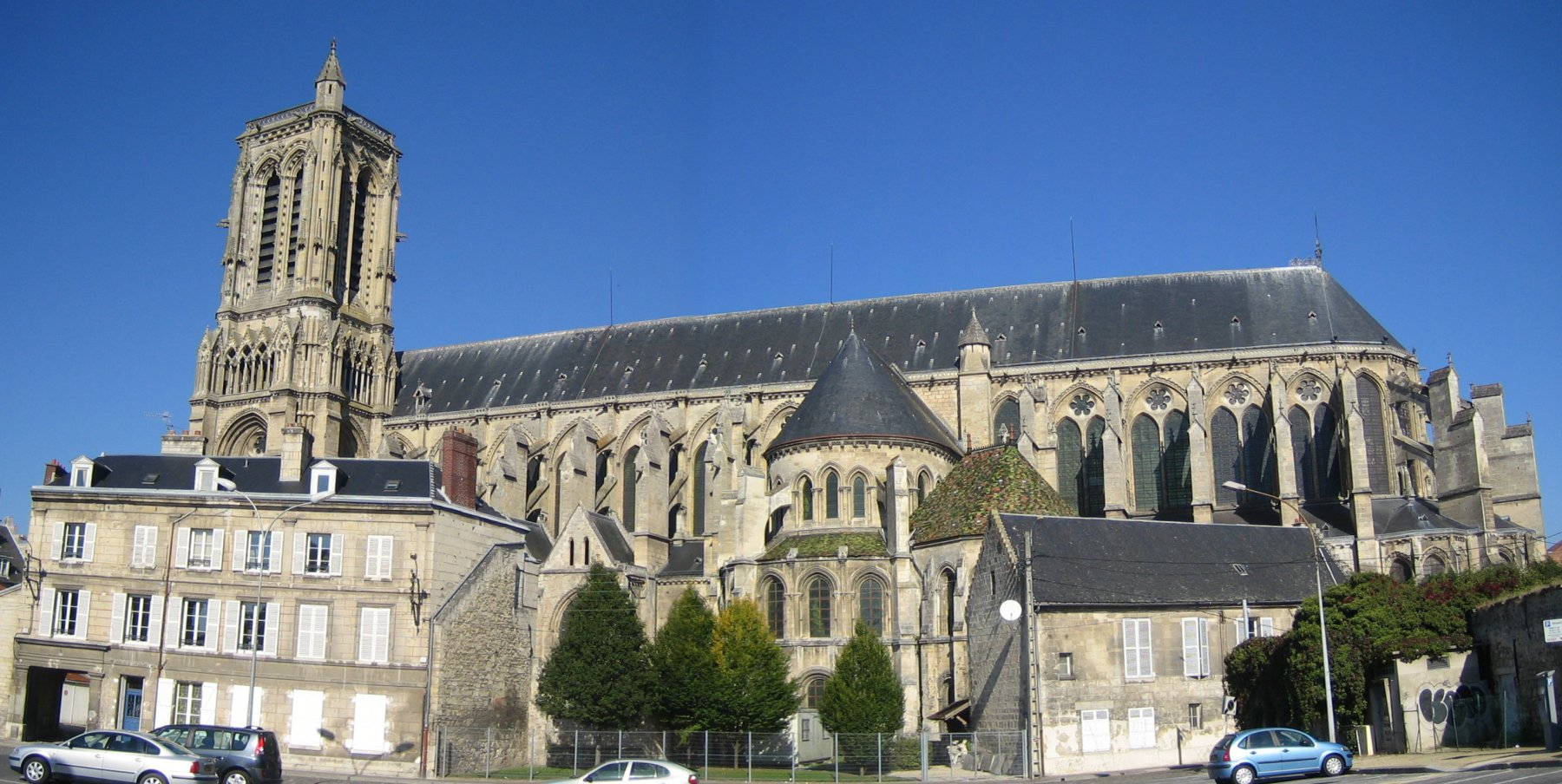
Vedere panoramică a Catedralei din Soissons

Numele său celtic (și apoi împrumutat în latină) Noviodunum, însemnând "noul fort de pe deal"; din 457 până în 486, sub Aegidius și fiul său Syagrius, Noviodunum a fost capitala "Regatului Soissons," până ce a căzut în mâinile regelui franc Clovis I după bătălia de la Soissons.
Regiunea Soissons făcea parte din regatul franc al Neustriei, jucând un rol important în timpul dinastiei merovingiene (447-751 d.Hr.). După moartea lui Clovis I în 511, Soissons a devenit capitala unuia dintre cele patru regate în care s-a împărțit statul franc. În cele din urmă, Regatul Soissons a dispărut în 613 când ținuturile france au fost unificate de Clotaire al II-lea.

## Monumente
Astăzi Soissons este un centru comercial și manufacturier, cele mai importante clădiri istorice fiind Catedrala Saint-Gervais et Saint-Protais și Abația Saint Jean des Vignes.

## Personalități
- Chlothar I (497 - 561), rege meroving;
- Pepin cel Scurt (715 - 768), tatăl împăratului Carol cel Mare;
- Carloman I (751 - 771), rege al francilor;
- Roscelin (sec. al X-lea), filosof nominalist;
- Aurore Clément (n. 1945), actriță.